# 48720 Enricomentana
48720 Enricomentana este o planetă minoră (asteroid) din centura de asteroizi. A fost descoperită pe 29 septembrie 1996 la Colleverde⁠(d) de Vincenzo Silvano Casulli⁠(d) și a fost numită după Enrico Mentana⁠(d). 
Obiectul prezintă o orbită caracterizată de o semiaxă mare de 2,4307627253867 UAi, o excentricitate de 0,21, o înclinație de 6,9 ° în raport cu ecliptica.